# Ла-Тринидад (провинция Бенгет)
Ла-Тринидад (англ. La Trinidad) — город и муниципалитет в Филиппинах, столица провинции Бенгет. Население составляет 97 810 человек. В административном отношении делится на 16 барангаев.
Муниципалитет попал в Книгу рекордов Гиннесса так как в 2004 году здесь был испечён самый большой в мире клубничный пирог.

## География
Расположен в 3 км к северу от города Багио и в 256 км к северу от Манилы. Граничит с муниципалитетами Тублай (на севере), Багио (на юге), Саблан (на западе) и Итогон (на востоке). Площадь муниципалитета — 82,74 км², что составляет лишь 3,16 % от
площади провинции. Это главным образом горная территория, высота которой колеблется от 500 до 1700 м над уровнем моря.